# Theridion lomirae
Theridion lomirae là một loài nhện trong họ Theridiidae.
Loài này thuộc chi Theridion. Theridion lomirae được Carl Friedrich Roewer miêu tả năm 1938.